# McDowell County, West Virginia
McDowell County är ett county i södra delen av den amerikanska delstaten West Virginia. Den administrativa huvudorten (county seat) är Welch.

## Geografi
Enligt United States Census Bureau har countyt en total area på 1 385 km². 1 385 km² av den arean är land och 0 km²  är vatten.

### Angränsande countyn
- Wyoming County - nord
- Mercer County - öst
- Tazewell County, Virginia - syd
- Buchanan County, Virginia - väst
- Mingo County - nordväst

### Städer och samhällen
| - Anawalt - Bradshaw - Davy - Gary - Iaeger | - Keystone - Kimball - Northfork - War - Welch |

### Samhällen som inte är en del av någon "municipality" (kommun)
Algoma, Apple Grove, Asco, Ashland, Atwell, Avondale, Bartley, Beartown, Berwind, Big Four, Big Sandy, Bishop, Black Wolf, Bottom Creek, Canebrake, Capels, Caretta, Carlos, Carswell, Coalwood, Crumpler, Cucumber, Eckman, Effler, Elbert, Elkhorn, English, Ennis, Erin, Excelsior, Farada gays ley, Hull, Isaban, Jacobs Fork, Jed, Jenkinjones, Johnnycake, Jolo, Kyle, Landgraff, Leckie, Lex, Lila, Litwar, Maitland, Maybeury, McDowell, Mohawk, Mohegan, Monson, Newhall, Pageton, Panther, Paynesville, Powhatan, Premier, Raysal, Ream, Rift, Rockridge, Roderfield, Rolfe, Sandy Huff, Six, Skygusty, Squire, Superior, Switchback, Thorpe, Twin Branch, Union City, Upland, Vallscreek, Venus, Vivian, Warriormine, Wilcoe, Worth, Yerba, Yukon